# Vécéperánsz
A Vécéperánsz (Reverse Cowgirl) a South Park című amerikai animációs sorozat 224. része (a 16. évad 1. epizódja). Elsőként 2012. március 14-én sugározták az Egyesült Államokban. Magyarországon 2012. szeptember 25-én mutatta be a magyar Comedy Central.
Az epizód cselekménye szerint beláthatatlan következményekkel jár, hogy Clyde, anyja többszöri figyelmeztetése ellenére, elfelejti lehajtani maga után a vécéülőkét. Az epizód a két nem lehajtott/felhajtott vécéülőkével kapcsolatos vitáján túl az Amerikai Közlekedésbiztonsági Hatóság (TSA - Transportation Security Administration) szeptember 11. után bevezetett reptéri biztonsági intézkedéseit is kiparodizálja.

## Cselekmény
|  | Alább a cselekmény részletei következnek! |

Clyde Donovan véletlenül felhajtva hagyja a vécéülőkét, emiatt az anyja, Betsy Donovan összeszidja őt, melynek Clyde barátai, Stan Marsh, Eric Cartman, Kyle Broflovski és Kenny McCormick is a tanúi lesznek. Clyde megkéri őket, hogy erről ne beszéljenek senkinek, de Cartman másnap az egész osztálynak elmeséli az incidenst. Butters Stotch megdöbbenten veszi tudomásul, hogy mindenki a vécétartálynak háttal ülve használja a vécét, vele ellentétben, aki polcként használja a tartályt vécézés közben. Betsy váratlanul megjelenik az osztályban, és nyilvánosan összeszidja, majd hazaviszi Clyde-ot, amiért az ismét nem hajtotta le az ülőkét. Még aznap este – miután Clyde megint megfeledkezik a figyelmeztetésről és nem hajtja le az ülőkét – Betsy beleesik a vécébe, amely kiszippantja a belső szerveit, ezzel megölve őt.
Betsy halála után a Vécébiztonsági Hivatal (angolul Toilet Safety Administration) új biztonsági szabályokat vezet be, többek között biztonsági övek és kamerák elhelyezését az emberek fürdőszobáiban, véletlenszerű ellenőrzéseket, illetve ellenőrzőkapuk felállítását, és megalázó intézkedéseket, mely a nyilvános WC-k előtt hosszú sorokat eredményez. Cartman és a többi South Park-i lakos is felháborodik ezeken az intézkedéseken, de a férfiak és a nők képtelenek megegyezni abban, hogy melyikük engedjen a másik félnek (a férfiak hajtsák le az ülőkét vagy inkább a nők ellenőrizzék a ülőke helyzetét, mielőtt ráülnének). Stan, Kyle, Clyde és Jimmy felkeres egy gátlástalan ügyvédet, aki állítása szerint halottak perlésével is foglalkozik. Egy perrel egybekötött szeánsz (úgynevezett „peránsz”) keretében próbálja megidézni John Harrington, a vízöblítéses toalett feltalálójának szellemét. Az ügyvéd nem jár sikerrel, de minden próbálkozása után újabb és újabb pénzösszegeket csikar ki a gyerekekből.
A hivatal egyik embere (aki a vécékben felszerelt biztonsági kamerákat felügyeli és közben a látottakra maszturbál) észreveszi, hogy Cartman a fürdőszobájában túszul ejti a hivatal egyik ellenőrét és egy csecsemőt, majd fekete festékkel lefújja a kamerát. Randy Marsh gyűlést szervez, melynek témája a hivatal tevékenysége és az általa kiváltott terrorcselekmény. Nyilvános peránszot szerveznek, ahol megjelenik Betsy szelleme, aki szerint az ügyvéd egy csaló, és Clyde-nak vállalnia kell a felelősséget a haláláért, mert a többszöri figyelmeztetés ellenére sem hajtotta le az ülőkét. Ekkor lép elő Harrington szelleme és dühösen kijelenti, hogy senki sem felelős a történtekért, mert találmányát az emberek helytelenül használják. Elárulja, hogy találmányán a tartály felé fordulva kell ülni, amelyen mindenki meglepődik a teremben (kivéve Butterst, aki eddig is így használta a toalettet). 
Clyde aznap este már a Harrington által mutatott módon kezdi el használni a vécét, de miután végzett, ahelyett, hogy lehajtva hagyná az ülőkét, egy pillanatra felnéz és a középső ujját mutatja halott anyja felé.

## Fogadtatás
Max Nicholson (IGN) kritikájában egy 10-es skálán 7,5-ös, azaz jó értékelést adott az epizódnak, megemlítve mind a toalettülőkére vonatkozó etikett, mind pedig a TSA kifigurázását. Véleménye szerint az előbbi téma ugyan nem volt kiemelkedően humoros, ettől függetlenül vicces volt, és Cartman szerepeltetésének köszönhető, hogy nem fulladt ki a téma az epizód végére sem. Bár Nicholson szerint a TSA paródiája kissé már idejétmúlt, ennek ellenére ki lehetett még belőle hozni vicces jeleneteket, főként a kamerákat figyelve maszturbáló TSA-alkalmazott alakját emelte ki. Nicholson a „peránsz” jeleneteit kevésbé érezte viccesnek vagy kiemelkedőnek, melyek szerinte csupán időhúzásként hatottak az epizódban, ugyanakkor dicsérte a két cselekményszál összefésülését az epizód végén.